# Rigas Feraios
Rigas Feraios, řecky Ρήγας Φεραίος, známý též jako Konstantinos Rigas, řecky Κωνσταντίνος Ρήγας (1757, Feres – 24. červen 1798, Bělehrad) byl řecký vlastenec a básník, klíčová postava řeckého národního obrození.

## Život
Narodil se snad v arumunské rodině, vzdělával se ve škole v Ampelakii (Thesálie) a stal se učitelem v obci Kissos. Ve sporu zabil významného Turka, uprchl do hor v okolí Olympu a odtud do kláštera na hoře Athos. V Konstantinopoli vstoupil do státních, tedy osmanských služeb a stal se tajemníkem Fanariota Alexandera Ypsilanti, knížete Valašska a Moldavska, v roce 1786 podobnou funkci přijal u dalšího Fanariota Nicholase Mavrogenese, rovněž knížete Valašska, sídlícího ovšem v Bukurešti. Tam se Rigas vrátil do školy, naučil se další jazyky a doslechl se o francouzské revoluci. Začal uvažovat o tom, jak by se něco podobného dalo uskutečnit v Řecku, aby se tamní křesťané osvobodili z tureckého panství.
Když vypukla válka mezi Tureckem a Ruskem v roce 1787, byl pověřen inspekcí vojsk v Craiově. Zde vstoupil do blízkých a přátelských vztahů s tureckým důstojníkem jménem Osman Passvan-Oglou (1758-1807), který se později stal pašou Vidinu, a který měl v jeho osudu ještě sehrát důležitou roli.
Po smrti svého patrona Mavrogena byl Rigas v Bukurešti přijat jako tlumočník na francouzském konzulátu, mimo jiné i pro své sympatie k revoluční Francii. V této době napsal slavnou řeckou verzi Marseillaisy. Byl též zakladatelem Hetaireia, společnosti, jež si dala za cíl vybudit řecký vlastenecký cit a poskytnout Řekům zbraně a peníze v boji za národní svobodu proti Turkům (Osmanům), kteří území Řecka v té době ovládali. Věřil, že vliv francouzské revoluce by se mohl rozšířit na Balkán, ba Blízký východ. Okolo roku 1793 se tudíž vypravil do Vídně organizovat hnutí mezi deportovanými Řeky.
Ve Vídni též hojně publikoval, zejména překlady do řečtiny, založil zde též řecky psané noviny. Největšího ohlasu však dosáhla sbírka národních písní a básní, která probudila vlastenecké nadšení po celém Řecku, byť zejména až po Rigasově smrti (první tištěné vydání v Iasi roku 1814). Důležité bylo, že nepsal v klasické řečtině, která byla v té době již většině Řeků vzdálená a málo srozumitelná, ale v moderních živých dialektech, takže dopad jeho děl na rodící se národní masy byl mimořádný.
Ve Vídni Rigas zahájil též tajnou korespondenci s Napoleonem Bonapartem, kterého obdivoval, a jemuž dokonce poslal krabičku na šňupací tabák vyrobenou z kořene stromu u Apollonova chrámu v Delfách. Avšak Rigasův krajan Demetrios Oikonomos Kozanites předal doklady o komunikaci s Napoleonem rakouské vládě, načež byl Rigas zatčen v Terstu a následně předán tureckým orgánům v Bělehradě.
Okamžitě po zatčení se pokusil neúspěšně o sebevraždu. Poté začal v jeho prospěch silně pracovat dávný přítel, Passvan-Oglou. Snažil se zajistit jeho útěk. Posléze nabídl výkupné 6000 britských liber. Osmanská vláda tuto nabídku pravděpodobně chtěla přijmout, ale turecký paša v Bělehradě vzal zákon do vlastních rukou. Nařídil Rigase a jeho společníky utopit, avšak ti přitom kladli takový odpor, že museli být ještě před vhozením do Dunaje zastřeleni. Před smrtí prý Rigas zvolal: "Zasel jsem mnoho semene. Přichází hodina, kdy bude moje země sklízet slavné ovoce."
Dnes je Rigas Feraios pro Řeky národním hrdinou. Je po něm pojmenován fotbalový klub Rigas Feraios FC. V letech 1996-2001 byl jeho portrét na dvousetdrachmové bankovce. Dnes je na deseticentové řecké eurominci. V anketě Velcí Řekové (Megali Ellines; Μεγάλοι Έλληνες), kterou roku 2009 uspořádala řecká stanice Skai TV, a jejímž cílem bylo vybrat největší osobnosti řecké historie, skončil na 30. místě.